# Nuevo hombre soviético

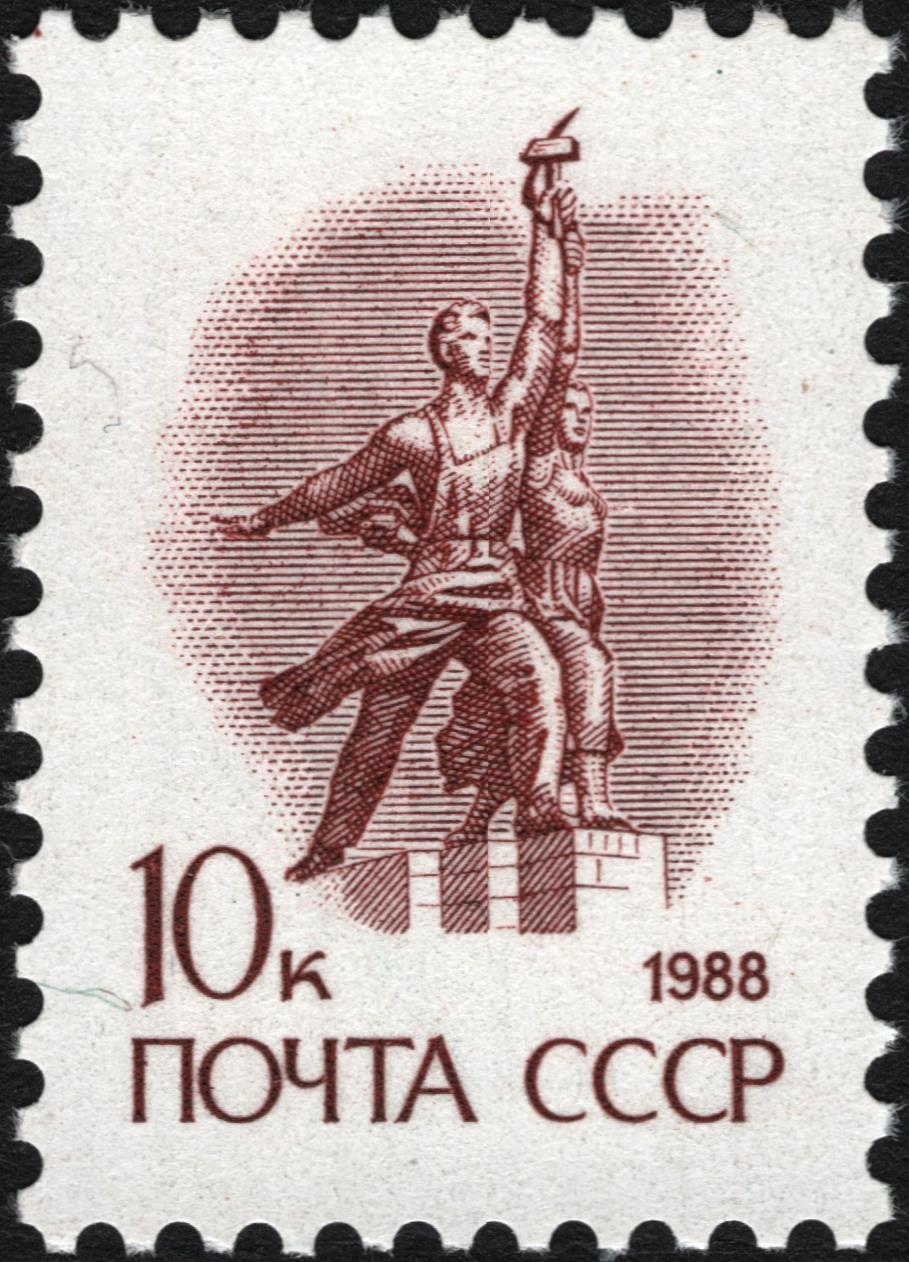
Sello de 1988 con obrero y koljosiana, ejemplo de realismo socialista.

El nuevo hombre soviético o la nueva persona soviética (ruso: новый советский человек, transliterado como novy sovietski chelovek), tal como fue teóricamente postulado por los ideólogos del Partido Comunista de la Unión Soviética (PCUS), fue un arquetipo ideal de persona con cualidades socialistas y altruistas que supuestamente se había vuelto dominante entre los ciudadanos de la existente patria soviética. Por lo tanto, ellos sugerían que más allá del históricamente largo trasfondo cultural, étnico y de diversidad lingüística (heredados por otro lado del antiguo Imperio ruso), había nacido un único pueblo soviético o una sola nueva nación dentro de las fronteras del Estado socialista.
Por su parte, León Trotski, quien fuera el organizador original del Ejército Rojo y uno de los principales asistentes de Lenin durante la Revolución bolchevique, escribió en su obra “Literatura y revolución” que:”La especie humana, el perezoso Homo sapiens, ingresará otra vez en la etapa de la reconstrucción radical y se convertirá en sus propias manos en el objeto de los más complejos métodos de la selección artificial en oposición a la selección natural darwiniana y del entrenamiento psicofísico. El hombre logrará su meta... para crear un tipo sociobiológico superior, un superhombre (Übermensch), si se quiere”. El mismo Trotski es también el autor de la muy ambiciosa afirmación de que “bajo el comunismo un hombre medio podría llegar a ser un Marx, un Aristóteles o un Goethe, y por encima de tales picos, cumbres aún mayores”. Por lo tanto, la cuestión referente a la paulatina conformación de un “nuevo hombre” ya había surgido desde los primeros días posteriores al triunfo de la Revolución bolchevique.
Como se preguntó Wilhelm Reich: “¿Se reproducirá el nuevo sistema socioeconómico mismo en la estructura del carácter de la gente? De ser así, ¿cómo? ¿Serán sus rasgos heredados por sus hijos? ¿Tendrá él una personalidad libre y autorregulatoria? ¿Harán los elementos de libertad incorporados en la estructura de la personalidad innecesarias las formas de gobiernos autoritarias?”

## La concepción del nuevo hombre soviético en el estado comunista
Los tres principales cambios postulados para la construcción de una eventual sociedad comunista eran del tipo económico, político y relacionados con la personalidad humana. Se esperaba que el hombre soviético no fuese egoísta (es decir, fuese altruista), además de saludable, culto, y fuese un entusiasta difusor de la “definitiva” revolución socialista. Respecto de esto último, la adhesión al marxismo-leninismo, y un comportamiento individual consistente con los dogmas y las prescripciones de dicha filosofía político-económica, estaban entre los rasgos cruciales e inexcusables que se esperaban del nuevo hombre soviético. El “Diccionario de comunismo científico”, publicado por la desaparecida Editorial Progreso, en su artículo “Educación ateísta” hablaba de un “hombre nuevo pertrechado con la ideología marxista leninista, libre de la carga de supervivencias del pasado”.
El autor y filósofo doctor soviético Bernard Byjovski (o Bykhovsky), escribe sucintamente al respecto "El nuevo hombre está dotado, primero que todo, de una nueva perspectiva ética”.
Uno de los principales rasgos del “nuevo hombre soviético” era el colectivismo altruista, lejos del egoísmo individualista típico de las sociedades burguesas y capitalistas. Aquella supuestamente deseable característica ya había sido exaltada y glorificada desde los primeros días del gobierno comunista de la URSS, como lo ejemplifican las siguientes líneas del poema “Vladímir Ilich Lenin”, escrito por el conocido poeta Vladímir Mayakovski en honor al fundador del régimen soviético:
¿Quién necesita a “1”?
La voz de “1” es más tenue que un chirrido.
¿Quién la oirá?
Sólo su esposa...
“1” no tiene sentido.
“1” es cero.
Varios personajes de ficción y obras de teatro relativas a algunas celebridades contemporáneas soviéticas representaron y encarnaron las características culturales prominentes que se esperaban de este nuevo modelo de hombre socialista promovido por el régimen comunista de la URSS. No obstante, algunos críticos de la Unión Soviética (incluso dentro de sus fronteras) argumentan que el régimen comunista de veras creó una nueva clase de persona, pero aseveran que esta —a la que ellos denominan jocosa o irónicamente Homo sovieticus— era en muchas formas el opuesto del idealizado nuevo hombre soviético.